# Asesinato de Ágatha Vitória
El 20 de septiembre de 2019, la niña negra Ágatha Vitória Sales Félix, de 8 años, fue alcanzada y muerta por un disparo realizado por la Policía Militar en la comunidad de Fazendinha, Complejo de Alemão, en la Zona Norte de Río de Janeiro, mientras regresaba de un paseo con su madre. A pesar de ser socorrida y llevada a la Unidad de Pronto Atendimento (UPA) del Alemão y luego transferida al hospital Getúlio Vargas, la niña no resistió las heridas.
La niña de 8 años se encontraba en el asiento trasero de una Kombi de transporte colectivo cuando recibió un disparo en la espalda. El conductor había estacionado para que algunos usuarios descendieran cuando una motocicleta con dos hombres pasó al lado del vehículo y un cabo de la Unidad de Policía Pacificadora (UPP) realizó el disparo. La bala rebotó en un poste, golpeó la tapa del motor de la Kombi y desvió hacia el asiento trasero del vehículo, impactando en la espalda de Ágatha.

## Versiones del crimen
Según la familia y testigos en el lugar, los oficiales de policía dispararon contra una motocicleta que pasaba cerca de la Kombi, y la niña resultó herida. Por otro lado, la Policía Militar, a través de un comunicado, afirmó que los policías de la UPP Fazendinha solo respondieron a las agresiones sufridas en la noche en que la niña fue asesinada. Fueron atacados simultáneamente en varios puntos de la comunidad, desencadenando un tiroteo. Después del intercambio de disparos, los oficiales fueron informados de que un residente del lugar había sido alcanzado.
Según el tío de la víctima, Danilo Félix, no hubo tiroteo. "Fue solo un disparo. La moto pasó, los policías sospecharon de la moto, dispararon sobre la moto y alcanzaron la Kombi donde estaba mi sobrina".
El abuelo de Ágatha Félix, Airton Félix, también refutó la versión de la Policía Militar. "Otro más en las estadísticas. Llegará mañana y habrá muerto un niño en un enfrentamiento. ¿Qué enfrentamiento? Su madre pasó por allí y vio que no había enfrentamiento. ¿Con quién? Porque no había nadie, no había nadie. Dispararon solo por disparar en la Kombi. Dispararon en la Kombi y mataron a mi nieta. ¿Eso es un enfrentamiento? ¿Mi nieta estaba armada acaso para que le dispararan?".
El conductor de la Kombi también confirmó la versión de los familiares, afirmó que vio al policía disparando y que no había tiroteo en la comunidad en ese momento. "No hubo ningún tiroteo, fueron dos disparos que hizo. Dijo que fue un tiroteo desde todos lados, ¡es mentira! ¡Mentira!".

## Velorio y entierro
El cortejo fúnebre y el entierro de Ágatha Vitória el 22 de septiembre en el Cementerio de Inhaúma, en la Zona Norte de Río, estuvieron marcados por intensas emociones, indignación y una gran participación popular. Cientos de personas, incluyendo al actor Fábio Assunção, se unieron clamando por justicia y protestando contra la violencia que afecta a la población negra en las comunidades. El velorio, más íntimo, tuvo lugar en una capilla cercana al cementerio, reservado para familiares y amigos.
Con pancartas y globos, una manifestación masiva congregó a residentes del Complexo do Alemão, mototaxistas, activistas y artistas frente a la UPA da Estrada. El cortejo recorrió aproximadamente 4 km hasta el Cementerio de Inhaúma, donde se veló el cuerpo de la niña. En señal de protesta, los padres no dieron entrevistas y rechazaron la ayuda financiera del Gobierno del Estado de Río para cubrir los gastos del sepelio.
Durante el acto, resonó la expresión del abuelo Airton Félix, que se volvió viral en las redes sociales. "Era la hija de un trabajador, ¿entendido? Hablaba inglés, tenía clases de ballet, era estudiosa. No vivía en la calle. Ahora viene un policía y dispara a cualquiera que esté en la calle. Le disparó a mi nieta. Perdí a mi nieta. No debería haberla perdido, ni a ella ni a nadie".
Numerosos asistentes compartieron el dolor de la familia y expresaron su indignación por el crimen cometido contra la niña. Algunos recordaron el miedo diario experimentado en las comunidades, como el caso de un mototaxista que habló sobre el trauma que su hija sufría por los disparos. "Tengo una hija, y se desespera cuando va a la escuela. Cuando suenan disparos, quiere esconderse bajo el fregadero".

## Investigación y desarrollos
La investigación realizada por la Delegacia de Homicídios de la Policía Civil de Río de Janeiro concluyó que el disparo que alcanzó a la niña fue realizado por el fusil de un cabo asignado a la Unidad de Policía Pacificadora (UPP) del Morro da Fazendinha, cuyo nombre no fue inicialmente divulgado. Durante las indagaciones, se recopilaron testimonios de testigos y de los policías involucrados en la acción que estaban en el lugar del crimen. Además, se utilizaron varias pericias y un informe de reproducción simulada como base. Las pruebas indicaron un error de ejecución por parte del policía militar (PM), quien confundió una estructura de aluminio llevada por uno de los hombres con un arma.
El informe del Instituto de Criminalista Carlos Éboli entregado a la Delegacia concluyó que un fragmento de proyectil encontrado en el cuerpo de Ágatha presentaba marcas idénticas a las del cañón del fusil utilizado por el PM. La pericia también señaló que el proyectil se partió al impactar contra un poste, y un fragmento golpeó la tapa del motor de la Kombi antes de alcanzar a la víctima.
El Ministerio Público de Río de Janeiro acusó al cabo Rodrigo José de Matos Soares por la muerte de Ágatha Félix, con una pena prevista de 12 a 30 años de prisión. La jueza Viviane Ramos de Faria, de la 1.ª Vara Criminal de Río de Janeiro, aceptó la acusación contra el PM, imputándolo por "homicidio doloso calificado (por motivo fútil y mediante recurso que dificultó la defensa de las víctima)". En ese momento, la jueza estableció medidas cautelares como la suspensión del porte de arma de fuego del agente, su alejamiento de las actividades en la calle y la prohibición de contacto con los testigos. Además, se requirió que el acusado compareciera mensualmente en la 1.ª Vara Criminal de Río y no pudiera salir del Estado sin autorización judicial.

## Reacciones
El caso tuvo una gran repercusión a nivel nacional e internacional, generando una gran indignación en la sociedad civil. Entidades, autoridades, políticos y artistas expresaron su indignación por la muerte de Ágatha.
La Orden de Abogados de Brasil en Río de Janeiro emitió una declaración criticando las estadísticas de muertes en los primeros ocho meses de 2019 y la política de seguridad pública del Estado ejecutada en las comunidades. La entidad se puso a disposición de la familia de la niña fallecida y de otras familias víctimas de la violencia. "Las muertes de inocentes, residentes de comunidades, no pueden seguir siendo tratadas por el gobierno del Estado como daños colaterales aceptables. La muerte de Ágatha evidencia una vez más que las principales víctimas de esta política de seguridad pública, carente de inteligencia y basada en el enfrentamiento, son personas negras, pobres y más desatendidas por el Poder Público", afirma la organización.
Amnistía Internacional Brasil (AIB) también criticó duramente las políticas de seguridad pública en Río de Janeiro. Según la directora ejecutiva de AIB, Jurema Werneck, las autoridades estatales fallaron en cumplir con el deber constitucional de proteger vidas como la de la niña Ágatha. La entidad exigió al Gobierno de Río asumir su responsabilidad en proteger el derecho humano a la vida de todos, independientemente de su raza o lugar de residencia.
La Defensoría Pública del Estado, junto con otras entidades, reforzó las críticas contra las políticas de seguridad de Río de Janeiro. "Creemos en una política de seguridad ciudadana que respete a los residentes de las favelas y de cualquier otro lugar. La opción por el enfrentamiento se ha mostrado ineficaz: a pesar del récord de 1.249 muertes en acciones involucrando agentes estatales solo este año, la sensación de inseguridad persiste. En el caso de las favelas, empeora".
El ministro del Tribunal Supremo Federal (STF) Gilmar Mendes se manifestó en sus redes sociales, calificando de alarmante el número de muertes en las comunidades. "Los casos de muertes resultantes de acciones policiales en las favelas son alarmantes. Ágatha es la quinta niña muerta en tiroteos en RJ este año. En total, 16 fueron baleadas en el período. Una política de seguridad pública eficiente debe basarse en el respeto a la dignidad y a la vida humana".
El diputado federal Rodrigo Maia (DEM), quien en ese momento era presidente de la Cámara de Diputados, se solidarizó con la familia de la niña. "Cualquier padre y madre pueden imaginarse en el lugar de la familia de Ágatha y conocen el tamaño de este dolor. Expreso mi solidaridad con los familiares sabiendo que no hay palabra que disminuya tal sufrimiento. Por eso defiendo una evaluación muy cuidadosa y criteriosa sobre el eximente de ilicitud que se está discutiendo en el Parlamento".
La exministra de Medio Ambiente, Marina Silva, afirmó que el crimen debería movilizar aún más a la sociedad. "La muerte de la niña Ágatha, de 8 años, debería impactarnos y avergonzarnos como sociedad. Es inadmisible que otra niña sea asesinada impunemente debido a una política de seguridad que cultiva la violencia. Es deber del Estado garantizar una política de seguridad que proteja la vida".
El actor Fábio Assunção, quien participó en el cortejo fúnebre y entierro, pidió justicia para la víctima de la acción policial:

Ágatha tenía ocho años. Un niño de ocho años aún es puro, aún está en la categoría de ángel, en mi percepción. Mi hija tiene ocho. Mi hijo ya lo tuvo. Esta guerra en vigor es una guerra inútil, donde todos pierden. Todos. Policías en servicio mueren. Ciudadanos de bien mueren. Niños mueren. Quienes tienen la suerte de no estar en la línea de fuego también pueden expresarse. Con amor y paz.

En el velorio, el ambiente era de tristeza y disgusto. La gente consciente siguió el proceso y gritó "Witzel, asesino", "policía asesino" y "Queremos la paz". Su madre sostenía una muñeca que pertenecía a la niña. Una moradora dijo:

"Perdí a un hijo, Paulo Enrique, hace dos años, un niño hermoso que sólo tenía 13 años. Le dispararon los policías durante un operativo. Me pregunto cuánto tiempo más gente inocente seguirá matando. Los residentes de la comunidad son tratados como criminales. Los oficiales no nos tienen ningún respeto. Le pasó a mi niño, otros murieron después, ahora Agatha.

El cuerpo de Agatha fue sepultado en el Cementerio de Inhaúma, en la Zona Norte de Río de Janeiro.